# ذئب ياباني
الذئب الياباني (الاسم العلمي: Canis lupus hodophilax) (اسمه باللغة اليابانية هوニホンオオカミ（日本狼） تلفظ، Nihon ōkami)، أو 山犬 (تلفظ، Yama inu)، والمعروف أيضًا باسم ذئب هونشو، هو نويع منقرض من الذئب الرمادي الذي كان يستوطن في جزر هونشو وشيكوكو وكيوشو في الأرخبيل الياباني. يعتبر واحدًا من نويعين عثر عليهما في الأرخبيل الياباني، والآخر هو ذئب هوكايدو. تشير الأدلة التطورية إلى أن الذئب الياباني كان آخر عضو بري على قيد الحياة من نويعات ذئاب العصر البليستوسيني (على عكس ذئب هوكايدو الذي ينتمي إلى نويعات الذئب الرمادي المعاصر)، وربما كان أقرب قريب بري للكلب المنزلي. على الرغم من احترام الشعب الياباني لها لفترة طويلة في اليابان، إلا أن دخول داء الكلب وحمى الكلاب إلى اليابان أدى إلى هلاكها، وأدت السياسات التي سنت أثناء استعراش مييجي إلى الاضطهاد والإبادة الكاملة في نهاية المطاف لهذه النويعة بحلول أوائل القرن العشرين. أجريت ملاحظات موثقة جيدًا على كلاب مشابهة لذئب المنقرض طوال القرنين العشرين والحادي والعشرين، ويُقترح أنها ذئاب على قيد الحياة. ومع ذلك، وبسبب العوامل البيئية والسلوكية، لا تزال الشكوك قائمة حول انتمائها.